# Automeris patagoniensis
Espèce
Automeris patagoniensis est une espèce de papillons de la famille des Saturniidae.

## Systématique
L'espèce Automeris patagoniensis a été décrite en 1992 par Claude Lemaire, Michael John Smith (d) et Kirby L. Wolfe (d).